# Pekadan
Pekadan is een bestuurslaag in het regentschap Bangkalan van de provincie Oost-Java, Indonesië. Pekadan telt 2552 inwoners (volkstelling 2010).